# NES Open Tournament Golf
NES Open Tournament Golf, chamado no Japão de Mario Open Golf (マリオオープンゴルフ, Mario Ōpun Gorufu), é um jogo eletrônico de esporte, desenvolvido pela Nintendo Research & Development 2 e publicado pela Nintendo em setembro de 1991 para o Nintendo Entertainment System. É o segundo jogo de golfe da empresa depois de Golf de 1984.